# Silvio Pettirossi
Silvio Pettirossi (Asunción, Paraguay, 16 de junio de 1887 - Punta Lara, Argentina, 17 de octubre de 1916) fue un militar y aviador paraguayo de ascendencia italiana. Murió en Argentina durante un vuelo en el que verificaba las reparaciones hechas a su avión.

## Biografía
Su padre fue el inmigrante italiano Antimo Pettirossi y su madre Rufina Pereira Doldán. Tuvo 5 hermanos: Alfredo, Elvira, Delia, Honorina y Luisa.
Hasta los 7 años vivió en la casa paterna, luego viajó a Spoleto, Italia, para ingresar a un Liceo Militar donde ya se encontraba su hermano mayor Alfredo. Vivió en Italia hasta los 15 años, luego regresó a Paraguay para incorporarse en el ejército con el grado de Teniente. Se casó con Sara Usher a los 27 años. Tras la caída del general Stroessner, al aeropuerto ubicado en la ciudad de Luque (Paraguay), le fue cambiado el nombre, de Alfredo Stroessner a Silvio Pettirossi.

## Primeros vuelos
Poco después de regresar de Italia, Pettirossi consiguió un puesto en la Oficina de Inmigraciones en Buenos Aires. Por entonces la Escuela de Aviación Militar Argentina realizaba exhibiciones en el Parque de Palermo, lugar donde ocurrió el primer contacto de Pettirossi con la aviación y donde conoció a Jorge Newbery quien se encargó de su bautismo de aire.
Newbery se mostró en desacuerdo con la decisión de Pettirossi de ingresar a la Escuela de Aviación Argentina y le recomendó estudiar en Francia en las fábricas de ese país. Pettirossi regresó a Paraguay para gestionar una beca que le permitiera estudiar en París. Realizó contactos con los senadores Luis Riart y Juan Cogorno, con el ministro de Guerra y Marina Manuel Gondra y con el Comandante de la II Zona Militar Coronel Adolfo Chirife y consiguió la beca deseada con el compromiso de formar a su regreso la Escuela de Aviación Paraguaya. Partió rumbo a Europa el 4 de octubre de 1912. Debido a que la beca mencionaba una escuela de aviación militar, Pettirossi tuvo algunas dificultades para ser aceptado, finalmente, en la escuela de la fábrica Deperdussin.

## Años de gloria

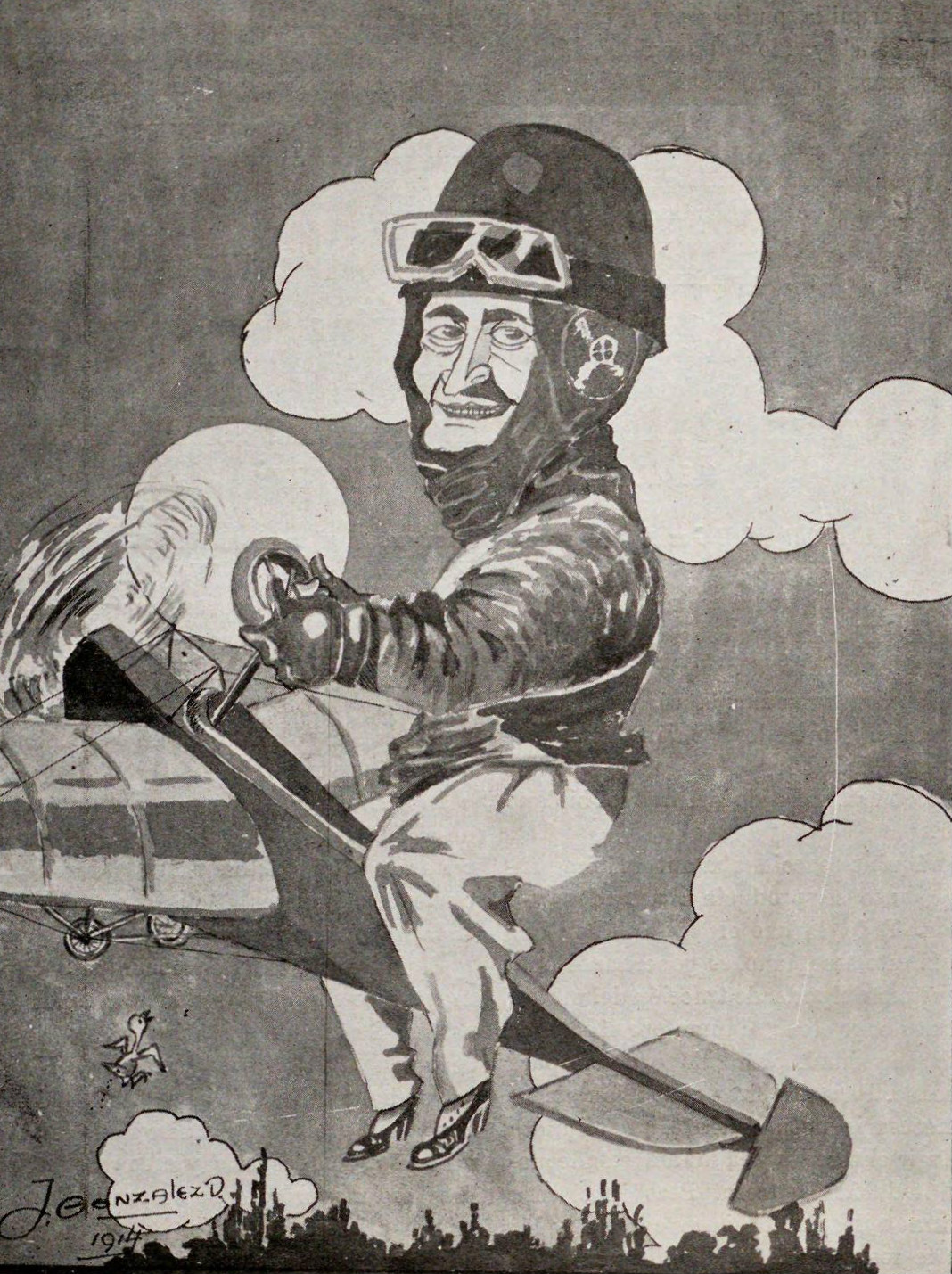
Caricatura de Silvio Pettirossi en 1914.

Luego de algunas semanas de entrenamiento, Pettirossi logró la primera de sus hazañas en la academia, al romper el récord de una acrobacia conocida como Looping the Loop. Hasta entonces nunca se había logrado 6 giros. Pettirossi logró en el primer intento 37 giros.
Escribió el propio Pettirossi en la revista argentina Deportes sobre la maniobra: Entiendo, ante todo, que el Looping the Loop carece de la importancia que se le atribuye. Es una vuelta sencilla que obedece a leyes precisas que no fallan. Basta sólo con decidirse, pensando en la verdad de dichas leyes. Tiene tan escaso valor el looping que lo hago tan sólo como un complemento de mis exhibiciones en los festivales de aviación. La primera vez que lo ensayé batí el récord de los 30, lo que prueba la facilidad de su realización. El segundo día hice 27.
Una de sus hazañas más recordadas es un viaje de 760 km entre París y Burdeos lleno de acrobacias y maniobras arriesgadas que realizaba sobre los pueblos que iba atravesando.
En marzo de 1914 Pettirossi viajó a Buenos Aires para realizar unas exitosas presentaciones.
En mayo de 1914 realizó varias presentaciones en Río de Janeiro. Su última presentación en Brasil, el 13 de mayo la presenció una multitud de 200.000 personas entre las que se encontraba el presidente, el mariscal Hermes Da Fonseca y miembros del parlamento. El Ministro de Marina Alexandrino Alençar ofreció a Pettirossi la dirección de la Escuela de Aviación de Brasil, quien declinó agradecido por el ofrecimiento. 
En junio de 1914 se presentó con éxito en Uruguay. Luego pasó a Chile donde también tuvo un gran recibimiento. Las exhibiciones realizadas en Argentina, Brasil, Chile y Uruguay fueron a beneficio de las escuelas de aviación de dichos países.
Pettirossi, que ostentaba el rango de Tte. del Ejército Paraguayo, hizo construir un Deperdussin monoplaza al cual se lo dotó con un motor rotativo Gnome de 60 HP. El modelo "T" de Pettirossi era un monoplano de ala alta tensada con cabos de acero, con fuselaje de estructura de madera, al igual que las alas, con revestimiento de tela. Desarrollaba una velocidad máxima de 105 kph y tenía una autonomía de 2h con 30 minutos; su techo máximo era de 1500 m de altura y fue bautizado con el nombre de "Paraguay". Sus dimensiones eran: 10,65 m de envergadura, 7,3 m de longitud, 2,69 m de altura y 21 m² de superficie alar. Su peso vacío era de 395 kg, alcanzando los 550 kg como peso máximo.

## Presentaciones en Paraguay
Durante su viaje de regreso a Asunción en el barco a vapor Formosa en noviembre de 1914 bajó en la ciudad de Villeta a saludar a la multitud. Cuando llegó a Asunción fue llevado en andas del puerto a la casa paterna. Fueron varias las autoridades del país que le dieron discursos de bienvenida. Se ofrecieron varios banquetes en su nombre.
Aprovechando la baja del río, Pettirossi decidió realizar una presentación en el arenal frente al Palacio de los López, pero luego de unas pocas maniobras la hélice del avión quedó inutilizada debido a un accidente.
Finalmente, el 6 de diciembre de 1914 con una nueva hélice elaborada por técnicos paraguayos, Pettirossi realizó su segunda presentación en la costa del Puerto Sajonia, considerado por los cronistas de la época como la más notable de su carrera. Al final de la presentación fue llevado en andas a su casa luego de recorrer las calles del centro de la ciudad.

## Presentaciones enEstados Unidos
Con motivo de la realización de una exposición internacional en San Francisco, de febrero a diciembre de 1915, que incluiría exhibiciones aéreas, los organizadores realizaron un concurso para decidir a qué piloto contratarían.
Pettirossi, quien fue especialmente invitado, viajó en compañía de su esposa y su mecánico. Aprovechando el viaje, el Doctor Benjamín Aceval le encargó la compra de un avión cuyo precio no superara los 8000 pesos oro y que sería utilizado en la Escuela de Aviación.
Finalmente Pettirossi venció en la competencia, superando incluso al crédito local Art Smith. Firmó un contrato de 1000 dólares semanales por 4 presentaciones por semana, 2 diurnas y 2 nocturnas. Las crónicas periodísticas de la época confunden constantemente su nacionalidad, considerándolo uruguayo, argentino o italiano.

## Vuelo final

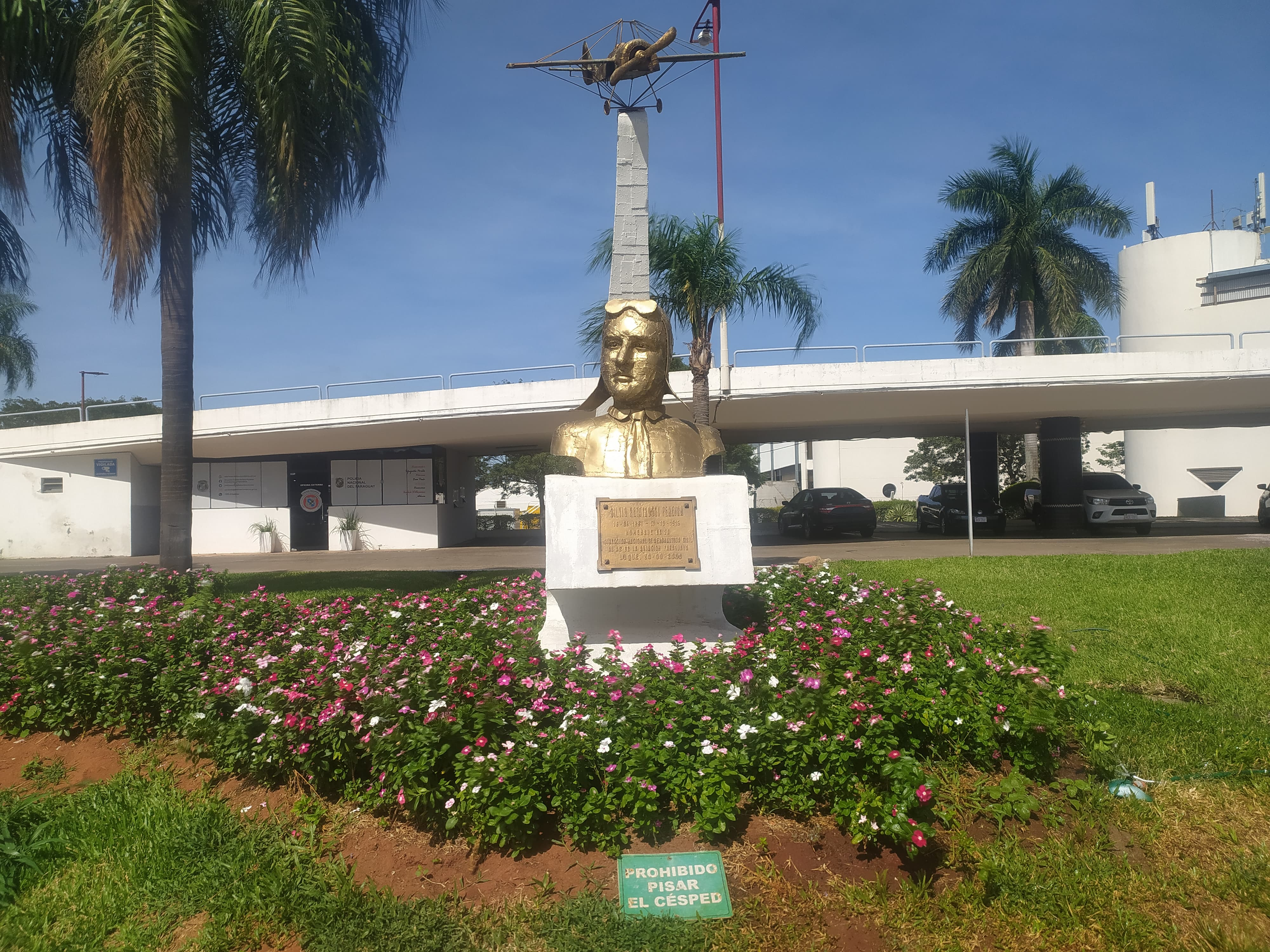
Monumento en honor a Silvio Pettirossi en la entrada del aeropuerto internacional Silvio Pettirossi de la ciudad de Luque, Paraguay.

Silvio Pettirossi murió el 17 de octubre de 1916 durante un vuelo para verificar las reparaciones realizadas en su avión, en tierras de la familia Castell, en la provincia de Buenos Aires, a la edad de 29 años.
Ese día, alrededor de las 9 de la mañana, Pettirossi trepó nuevamente a su fiel Deperdussin “T” para someterlo a sus acostumbradas acrobacias, en vista a los exitosos vuelos de los días previos. Las condiciones atmosféricas no eran muy favorables, ya que soplaba un fuerte viento. Después de unos diez minutos de vuelo, Silvio hizo una señal a los que estaban en tierra para indicarles que todo iba bien, y acto seguido, trepó a unos 1400 metros de altura e inició sus acrobacias. Mientras realizaba su famoso “looping al revés”, un tensor del ala izquierda cedió, desprendiéndose; golpeó la hélice, seccionándola. Inmediatamente, se quebró el ala izquierda y el aparato empezó a caer en picada pronunciada sin que Pettirossi pudiera hacer algo para evitarla, precipitándose al suelo, donde murió instantáneamente, en Ensenada, en la Provincia de Bs.As., en los campos donde hoy se levanta la planta potabilizadora de agua sobre el camino costanero Avenida Almirante Brown, cerca del Fuerte Barragán. Tenía solamente 29 años de edad. El reloj que usaba se detuvo por la violencia del impacto exactamente a las 9:25 horas, momento en el que ocurrió la tragedia.
Sus restos fueron velados en la sede del Aeroclub Argentino, donde delegaciones de varios países sudamericanos le rindieron un último homenaje. Luego, el féretro fue trasladado al puerto para ser embarcado con destino a Asunción en un vapor. En la confluencia de los Ríos Paraguay y Paraná, el ataúd fue transferido al cañonero “Adolfo Riquelme” de la Armada Paraguaya, que lo trasladó a Asunción, donde llegó el 23 de octubre de aquel año. Allí, fue recibido por altas autoridades civiles y militares, y más de 30.000 personas siguieron el cortejo fúnebre hasta el Ministerio de Guerra y Marina y posteriormente a la Escuela Militar. Al día siguiente, se realizó un oficio religioso en la Catedral de Asunción. En cada oportunidad, sendos discursos fueron pronunciados por personalidades de aquella época. Pettirossi, debido a su rango militar y en mérito de las hazañas logradas, recibió todos los honores militares, siendo enterrado en el Mausoleo Militar del Cementerio de La Recoleta de Asunción.
En la rotonda que une los caminos Avenida Diagonal Domingo Mercante y Almirante Brown, de la ciudad argentina de Ensenada, se levanta el monumento más importante en memoria de Silvio Pettirossi. En la misma ciudad, el 23 de abril de 1917 se fundó el Club Atlético Pettirossi (que aún funciona en calle San Martín y Liniers) en homenaje al aviador paraguayo.
En la ciudad de Córdoba, una importante calle de un barrio cercano a la Fuerza Aérea Argentina, lleva su nombre.
Desde 1989 el Aeropuerto Internacional de Asunción, principal terminal aérea del país, lleva su nombre.